# NGC 5651
NGC 5651 (= NGC 5713) is een sterrenstelsel in het sterrenbeeld Maagd. Het hemelobject werd op 9 mei 1853 herontdekt door de Amerikaanse astronoom George Phillips Bond. Het was reeds eerder ontdekt door William Herschel.